# Siaya (distrikt)
Siaya är ett av Kenyas 46 administrativa distrikt, och ligger i fd provinsen Nyanzaprovinsen. År 1999 hade distriktet 480 184 invånare. Huvudorten heter Siaya. I distriktet finns även bl.a. städerna Nyamninia och Ugunja.